# Fontainebrux
Fontainebrux ist eine französische Gemeinde mit 206 Einwohnern (Stand 1. Januar 2022) im Département Jura in der Region Bourgogne-Franche-Comté. Sie gehört zum Arrondissement Lons-le-Saunier sowie zum Kanton Bletterans und ist Mitglied im Gemeindeverband Bresse Haute Seille.

## Geographie
Die Gemeinde liegt in der Naturlandschaft Bresse, rund 17 Kilometer nordöstlich von Louhans und zehn Kilometer westlich von Lons-le-Saunier an der Grenze zum Département Saône-et-Loire in der benachbarten Region Burgund. Nachbargemeinden sind Villevieux im Norden, Larnaud im Osten, Courlans im Südosten, Courlaoux im Süden, Les Repôts im Südwesten, Saillenard im Westen (Dép. Saône-et-Loire) und Bletterans im Nordwesten.
Im westlichen Teil des Gemeindegebietes befindet sich der Gemeindehauptort, der sich als Straßendorf entlang der Départementsstraße D 137 erstreckt. Südlich des Dorfkerns, innerhalb der Gemarkung, befindet sich ein kleiner See namens Étang de Fontainebrux. Zwei weitere Seen befinden sich im östlichen, überwiegend bewaldeten Teil des Gemeindegebietes: der Étang de la Romette und der Étang des Tartres. Das Gebiet wird überwiegend vom Bach Ruisseau de la Serenne entwässert, der in nordwestlicher Richtung der Seille zustrebt.

### Verkehrsanbindung
Die Gemeinde wird im Prinzip ausschließlich von der Départementsstraße D137 erschlossen. Im äußersten Osten wird die Gemeinde von der Autobahn A39 durchquert, die nächsten Auf- und Abfahrten sind jedoch in Beaurepaire-en-Bresse. Der nächstgelegenen Flugplatz Aerodrome Lons-le-Saunier-Courlaoux befindet sich nur wenige Kilometer südöstlich.

## Bevölkerungsentwicklung
| Jahr                       | 1968 | 1975 | 1982 | 1990 | 1999 | 2006 | 2017 |
| Einwohner                  | 101  | 104  | 110  | 116  | 131  | 195  | 202  |
| Quellen: Cassini und INSEE |      |      |      |      |      |      |      |

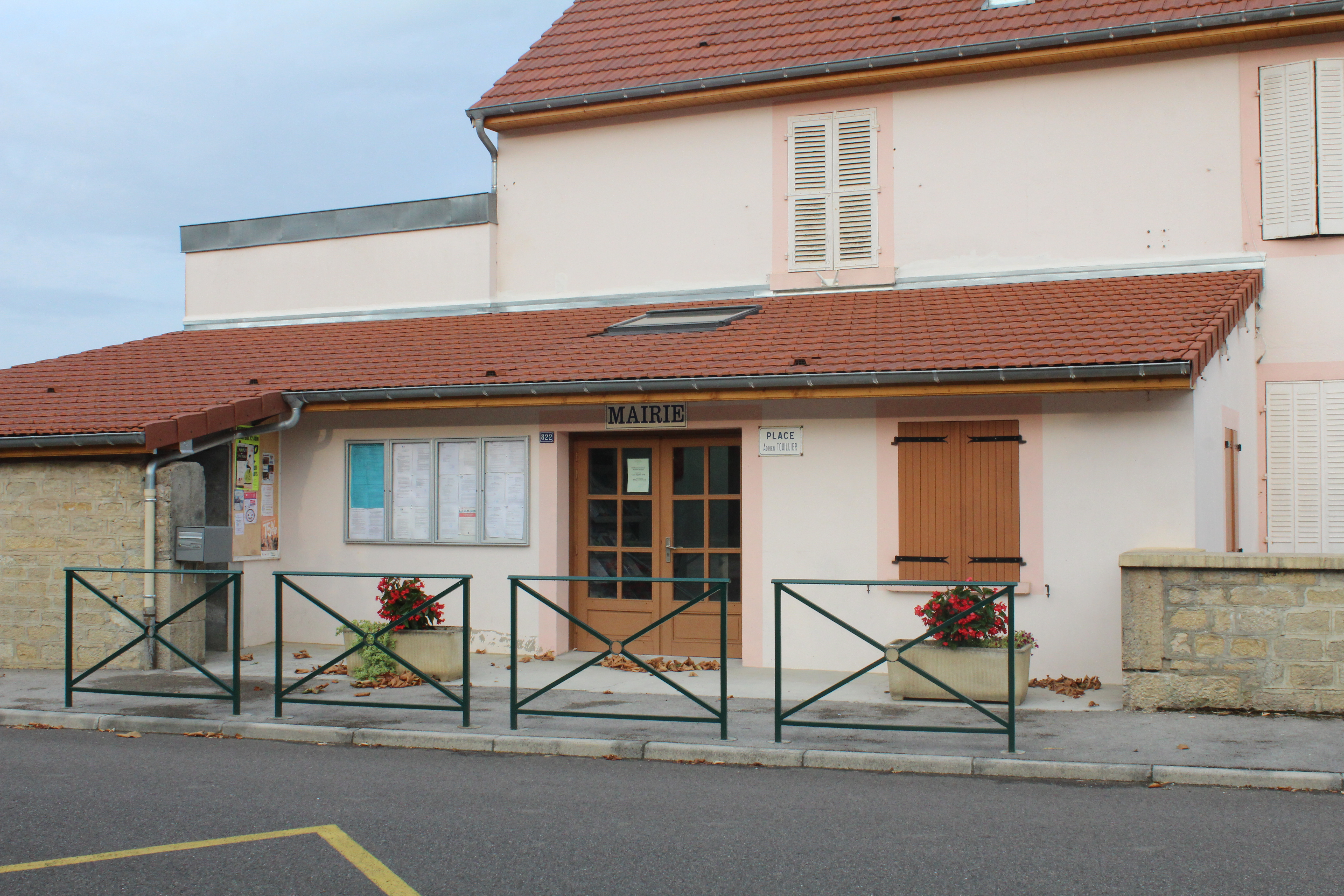
Mairie Fontainebrux
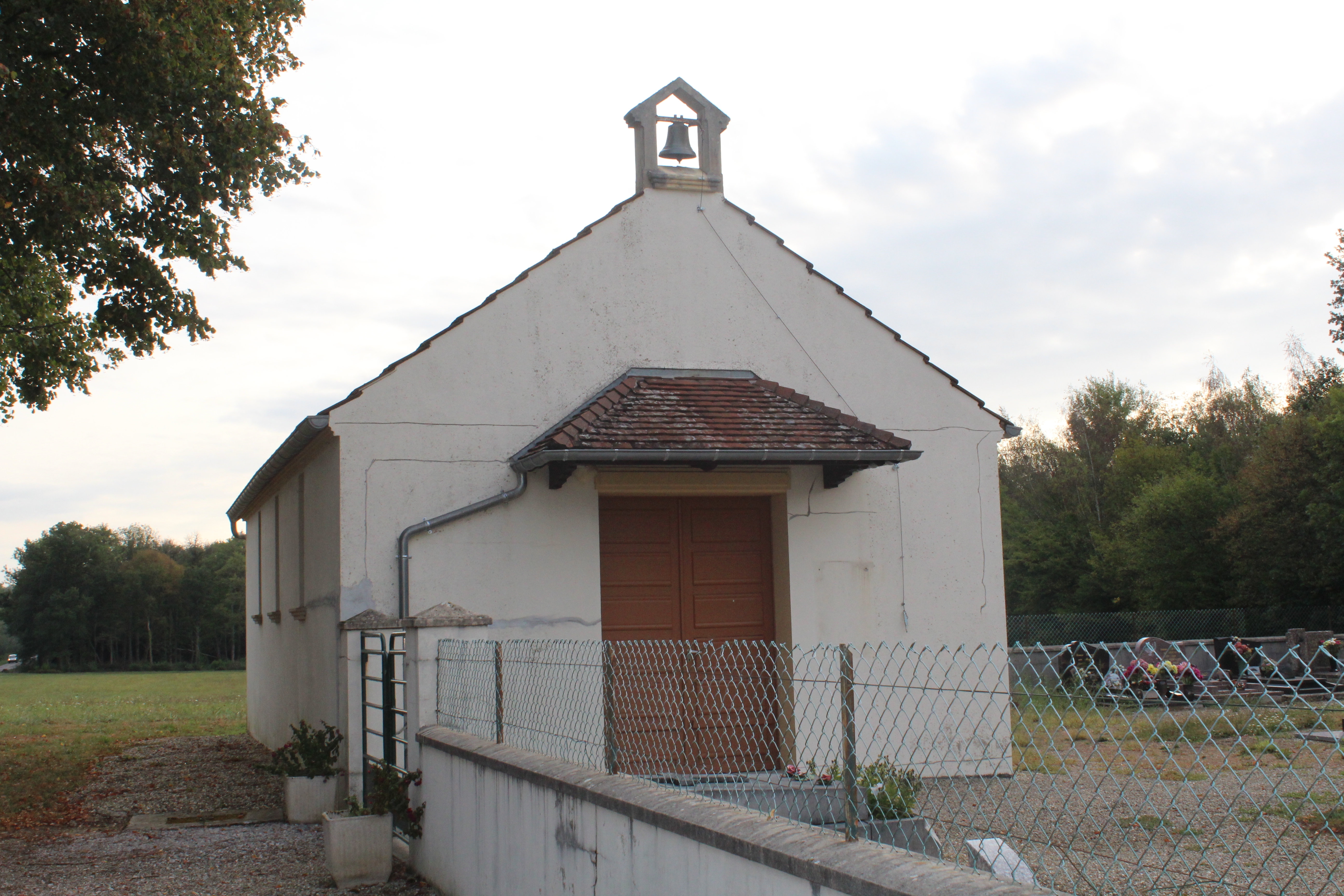
Kapelle Notre-Dame-des-Chênes